# (1335) Демулина
(1335) Демулина (нидерл. Demoulina) — астероид внутренней части главного пояса, который входит в состав семейства Флоры и принадлежит к тёмному спектральному классу S. Был открыт 7 сентября 1934 года немецким астрономом Карлом Рейнмутом в обсерватории Хайдельберг в Германии и назван в честь бельгийского астронома Жоржа Демулена (Georges Demoulin), работавшего в Гентском университете.

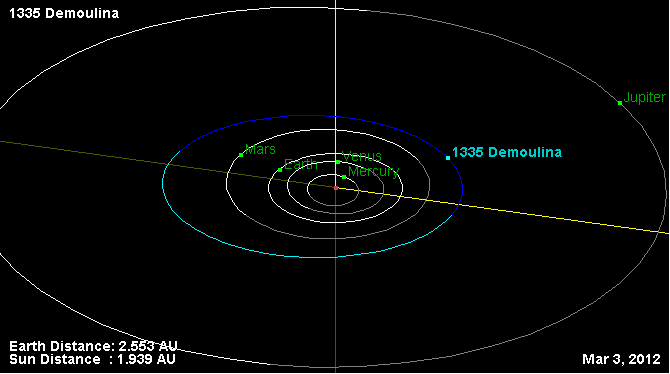
Орбита астероида Демулина и его положение в Солнечной системе

Фотометрические наблюдения, проведённые в феврале 2006 году американскими астрономами Lawrence Molnar и Melissa Haegert в обсерватории Calvin-Rehoboth, позволили получить кривые блеска этого тела, из которых следовало, что период вращения астероида вокруг своей оси равняется 74,86 часам, с изменением блеска по мере вращения 0,78 m, что значительно больше, чем у других астероидов. Его высокая амплитуда яркости также указывает на то, что он имеет неправильную или удлиненную форму.